# Célio Moura
Célio Alves de Moura (Rio Paranaíba, 13 de agosto de 1953) é um advogado e político brasileiro.

## Política
Em 2018, foi eleito deputado federal pelo Tocantins.

## Acidente
Em 2020, Célio pediu reembolso de quase R$ 700 mil para cobrir as despesas hospitalares após um acidente de carro no dia 2 de janeiro na BR-153, no norte do Tocantins. O irmão dele, Marcilon Moura, morreu na colisão com um caminhão. O deputado teve fraturas em duas costelas, perfurações nos pulmões e ficou com o queixo e um braço quebrados.